# كوكلوجة (جرجر)
كوكلوجة (بالكردية: Olbiş‏) (بالتركية: Köklüce)‏ هي قرية كرديّة تتبع إداريّاً لمديرية جرجر في محافظة أديامان التركية، بلغ عدد سكانها 96 نسمة في عام 2021.